# سیارک ۳۸۳۹
سیارک ۳۸۳۹ (به انگلیسی: 3839 Bogaevskij، نامگذاری:1971OU) سه هزار و هشتصد و سی و نهمین سیارک کشف شده‌است که در ۲۶ ژوئیه ۱۹۷۱ کشف شد.
قدر مطلق سیارک برابر ۱۲٫۹۰ است.